# Sdružení výtvarníků Karlova mostu
Sdružení výtvarníků Karlova mostu (zkratkou SVKM, o.s.) je spolek, který od poloviny roku 1993 v důsledku výběrového řízení z pověření úřadu městské části Praha 1 na základě uzavřené smlouvy zajišťuje organizaci a pořádek při vystavování, prodeji a jiném mimořádném užívání veřejné komunikace v lokalitě Karlova mostu v Praze. Sdružení vybírá umělce, kteří mohou na mostě vykonávat činnost. Sdružení provozuje též doprovodné aktivity s cílem napomoci údržbě sochařské výzdoby Karlova mostu a informuje veřejnost o své veřejné činnosti..

## Činnost
Každoročně od roku 1994 pořádá sdružení dětskou výtvarnou soutěž „Karlův most očima dětí“. Finančně se podílelo na restaurování soch a sousoší na Karlově mostě a zadalo výrobu dvaceti pískovcových odpadkových košů na mostě umístěných.
Karlův most poskytuje každý den obživu až stovce výtvarníků, fotografů a hudebníků, kteří uspěli u konkurzu pořádaného sdružením a zaplatili poplatek. V době před regulací krátce po sametové revoluci byl na mostě provozován i prodej vojenských suvenýrů a údajně i obchod se zbraněmi. Za komunistického režimu byl jakýkoliv prodej na mostě zakázán, či velmi omezován. Malovat a prodávat své obrazy sem však chodila např. i oděvní návrhářka Hana Němcová či matka spoluzakladatele Sdružení výtvarníků Karlova mostu Romana Kotrče, Naděžda Kotrčová.

## Incidenty

### Vykázání fotografů
Poté, co 18. června 2012 deník Metro informoval, že podle stanoviska radnice městské části Praha 1 je na Karlově mostě zakázáno fotografování se stativem a také šíření fotografií Karlova mostu pořízených jakýmkoliv způsobem, svolala Česká pirátská strana na 28. června protestní happening nazvaný „Den tripodů na Karlově mostě“. Akce se zúčastnilo asi dvacet fotografů se stativy za dohledu osmi policistů a k žádnému střetu při ní nedošlo. Pořadatel akce v pozvánce upozornil na nejednotnost názorů představitelů radnice a na podobnou kauzu z roku 2002, kdy proběhla obdobná protestní akce jiné dvacítky fotografů uspořádané 16. října.Den poté, co záznam tohoto zásahu odvysílala ve svém zpravodajství TV Nova, vydala městská část Praha 1 tiskovou zprávu podepsanou místostarostou Pavlem Vlachem.

### Vykázání nekomerčního výtvarníka
Když ilustrátor Milan Martinec vyrazil 1. září 2013 s kamarádem na Karlův most, aby zde zdarma kreslil portréty kolemjdoucím, bylo mu v této činnosti bráněno ochrankou najatou Sdružením výtvarníků Karlova mostu. Přestože maloval v ruce (tedy nezabíral veřejné prostranství), amatérsky na skicáky zakoupené v supermarketu a bezplatně, hlídka městské policie, kterou k vyřešení sporu sám zavolal, jej a jeho kolegu z mostu vykázala. Poté, co incident popsal na internetu a rozhodl se zveřejnit i jím pořízenou videonahrávku, zaznamenal pozitivní ohlasy a zastal se jej místostarosta Prahy 1 Daniel Hodek, jehož prostřednictvím se mu Sdružení umělců Karlova mostu za incident omluvilo. Jen několik dní před tímto incidentem byl přitom z Karlova mostu ochrankou vykázán mladík, který držel v ruce ceduli s nápisem, kterým kolemjdoucí vyzýval, aby se s ním zdarma vyfotografovali. V reakci na vykázání nekomerčního výtvarníka byla na 28. září na Karlův most ohlášena protestní akce dvacítky výtvarníků se skicáky a transparenty, při které k žádnému incidentu nedošlo.